# Brasil na Copa do Mundo FIFA de 1998
A edição de 1998 da Copa do Mundo marcou a décima sexta participação da Seleção Brasileira de Futebol na competição, sendo o único país a participar de todas as edições do torneio da FIFA, fato que persiste até a edição de 2022, realizada no Catar.
O treinador da seleção brasileira pela terceira vez em uma Copa do Mundo foi Mário Jorge Lobo Zagallo, tendo Zico atuando como coordenador. Dunga foi o capitão da equipe. Por ser o campeão vigente, o Brasil não disputou as eliminatórias. O Brasil foi o vice-campeão.

## O Ciclo da Copa
O Brasil conquistou os títulos da Copa América e da Copa das Confederações, ambas em 1997, além da Copa Umbro em 1995, e liderou o Ranking Mundial da FIFA durante todo o período. A seleção viu surgir jovens talentos, como Ronaldo, eleito antes da Copa por duas vezes o Melhor Jogador do Mundo pela FIFA, Roberto Carlos, que já vinha defendendo a Seleção antes mesmo do Mundial anterior mas disputava sua primeira Copa, Denílson e Rivaldo. Além de remanescentes do tetracampeonato como Romário, Dunga, Cafu, Bebeto, Taffarel, Aldair.

### Corte de Romário
Eleito o melhor jogador da Copa de 1994 e titular absoluto da equipe ao longo do ciclo preparatório no ano anterior (incluindo a Copa América e a Copa das Confederações, ambas vencidas pelo Brasil), tendo formado dupla de ataque ao lado de Ronaldo, Romário foi cortado da seleção em 1° de junho de 1998. "Não podia garantir que ele fosse jogar o primeiro, segundo, nem mesmo o terceiro jogo. É uma lesão que requer tempo e pode provocar dor a qualquer momento", afirmou o médico Lídio Toledo. A contusão foi provocada por uma partida de futevôlei disputada após um período de treinos em Teresópolis. Em sua vaga foi convocado o volante Emerson, devido ao receio de que Dunga e César Sampaio não tivessem condições físicas de jogar toda a Copa. Segundo a Folha de S.Paulo, o corte foi resultado de um histórico de indisciplina: "Na Copa da Itália (1990), ele entrou em confronto com Lídio Toledo por querer se tratar com o seu fisioterapeuta particular, Nilton Petroni, o 'Filé'. Em dezembro de 92, Romário se rebelou contra o técnico Carlos Alberto Parreira e o coordenador Zagallo, ao saber que seria reserva num amistoso com a Alemanha. Após a conquista do tetracampeonato, Romário disse que queria 'dar um tempo' à seleção, o que irritou Zagallo, que o atacou por "falta de amor à amarelinha" e o afastou da seleção na Olimpíada de Atlanta-96. O jogador voltou em 97, quando, em baixa, não tinha tido o contrato de patrocínio renovado pela Nike - o que ocorreu ao retornar à seleção. O primeiro corte de Romário foi na seleção de juniores, por urinar, do quarto do hotel onde o time estava sobre transeuntes na calçada.
Para amigos na época, Romário reagiu dizendo que Zico queria "fodê-lo", afirmando que, provavelmente, já poderia jogar na estreia da Copa, contra a Escócia, e que, "com certeza", já teria condições de atuar no dia 16, contra o Marrocos. Zico negaria mais tarde: "Segurei a peteca, mas eu não era o técnico para cortar".
Em 2011, Zagallo acusou Romário de "forjar lesão" na Copa América de 1997: "Nós estávamos ganhando por 5 a 0 [na semifinal contra o Peru] quando coloquei o Edmundo. Na primeira bola que o Romário recebeu depois, sentiu uma fisgada e saiu. Três dias depois, seria a final. No primeiro dia, ele não fez praticamente nada. No segundo, já se mexeu e foi para o futevôlei. No último, veio a parte física (...) Falei até para o (Luís Carlos) Prima, preparador físico: pega o Romário e faz um vai e vem de 30 metros para ver se ele suporta. Aí, fiquei comigo e não estava entendendo nada. Mas tive a convicção: ele forjou uma situação, porque quem sai como ele saiu, não poderia dar aqueles piques". Romário respondeu: "O Zagallo sempre teve essa coisa comigo na seleção. Perdi a final da Copa América, a Copa do Mundo (em 1998) e as Olimpíadas (1996). E nessas três estavam Zagallo, Américo Faria (coordenador) e Lídio Toledo. Ele pode até ter achado que me tirou da decisão, mas eu não tinha condições".

### O Meia de Ligação
Zagallo costumava utilizar o esquema 4-3-1-2. O responsável pela ligação entre meio e ataque era Juninho Paulista que, durante uma partida do Campeonato Espanhol entre Atlético de Madrid e Celta de Vigo em fevereiro de 1998, recebeu uma entrada dura do zagueiro Míchel Salgado que resultou em uma fratura na perna, fazendo com que perdesse a Copa. Em seu lugar, Zagallo chamou Giovanni. Desconfiado, João Havelange, avaliou que a seleção sentia a falta de bons meio-campistas e que o meia-atacante Juninho faria falta à seleção. Segundo a Folha de S.Paulo: "Foram testados na função vários jogadores, como Giovanni, Leonardo, Juninho, Djalminha, Rivaldo, entre outros. O problema para Zagallo é que nenhum deles aprovou totalmente.".
"Agora, vou tentar usar dois na função. O Rivaldo pela esquerda e o Giovanni pela direita. Mas o número "1' continua em campo". Telê Santana apoiou a escolha do treinador: "A armação tática usada pelo Zagallo é correta. Ela é usada pela maioria dos clubes no Brasil, com dois jogadores de meio-campo cobrindo as descidas dos laterais". Depois da estreia, Leonardo ganhou a posição de Giovanni. Zagallo: "Giovanni dá mais uma opção nas jogadas altas da área, e o Leonardo é mais dinâmico. Futebol é movimentação". Outra mudança foi a entrada de Rivaldo no lugar Denílson, que havia sido titular nas finais da Copa América e da Copa das Confederações.

### Polêmicas com Ronaldo
Ronaldo chegou à Copa do Mundo eleito por duas vezes o Melhor Jogador do Mundo pela FIFA, mas seu joelho foi notícia ao longo do mundial. O fisioterapeuta Nilton Petroni, o Filé, recordou que "desde que foi operado, antes dos Jogos Olímpicos, Ronaldo precisa de exercícios especiais para fortalecer a musculatura, pois sofreu a cirurgia ainda muito menino.". Segundo Lídio Toledo, médico da seleção brasileira, Ronaldo tem uma instabilidade na rótula do joelho. Esse problema foi causado por desenvolvimento muscular acelerado. Em 2000, o escritor escritor italiano Enzo Palladini afirmara que o "mistério" sobre a primeira grande lesão de Ronaldo no joelho está ligada ao rápido crescimento do esqueleto e dos músculos no período em que morou na Holanda e foi explicada pelo médico Bernardino Santi, coordenador da estrutura anti doping da CBF, que admitiu o uso de esteróides por parte do atleta e que "seus músculos se tornaram incompatíveis com a estrutura óssea de seus joelhos". Entre os suplementos vitamínicos tomados no período, estariam anabolizantes que geraram o crescimento "fora do que a natureza havia fornecido". Fora dos campos, rumores de que o jornalista Pedro Bial teria tido um caso amoroso com Suzana Werner, então namorada de Ronaldo, foram desmentidos pelos envolvidos: "Ficou tão chato que o Bial chegou a procurar o Ronaldo para conversar com ele. O Bial disse a ele que não tinha nada a ver".
Antes da Final da Copa do Mundo FIFA de 1998, Ronaldo sofreu o que ficou conhecido como Convulsão. A Folha de S.Paulo descreveu:
 "Ronaldo sofreu um colapso no banheiro do quarto 290 do Château de Grande Romaine, em Lésigny, entre as 14h30 e as 15h do último domingo. Ronaldo foi colocado na cama, onde aconteceu o atendimento médico. Temendo que fosse um ataque epilético, o volante César Sampaio segurou a língua do jogador para evitar que enrolasse. Por volta das 16h30, Ronaldinho sumiu. Sem mesmo o gerente do hotel ter percebido, havia sido levado em um carro do comitê organizador da Copa à Clínica Des Lillas, na periferia Paris, em companhia do médico Joaquim da Matta e de um fisioterapeuta da seleção. Toledo tomou a decisão de levá-lo à clínica para poder ter certeza de que o jogador não precisava mesmo de algum tipo de tratamento ou medicamento. Conforme o resultado dos exames, Ronaldinho seria escalado ou não para o jogo. A preocupação com doping já vinha desde a semifinal contra a Holanda, quando surgiu um boato de que o atacante havia sido pego no exame da Fifa. Joaquim da Matta tinha ficado nervoso com o episódio, indício de que o jogador poderia ter feito infiltrações no joelho, informação não confirmada pela Folha. O próprio jogador admitiu, no entanto, que havia tomado remédios para a dor no tornozelo até a última sexta-feira. E que havia interrompido o tratamento por instrução da comissão técnica, que receava pelo exame antidoping. Ronaldinho passou por exames, como tomografia computadorizada e eletroencefalograma, mas nada foi constatado. Respaldado pelos exames, Joaquim da Matta levou o jogador para o Stade de France, ao qual chegou cerca de 50 minutos antes do jogo. A comissão técnica se reuniu. O técnico Zagallo perguntou: "E aí, dá para jogar?". Ronaldinho respondeu: "Sim, estou inteiro." Zagallo escalou"
Para Roberto Carlos, "A tensão do jogo fez com que ele se sentisse mal. Acho que foi emocional. Ele tem apenas 21 anos de idade, é o melhor jogador do mundo, têm contratos, sofre pressões e exigências. Uma hora isso ia acontecer. Infelizmente aconteceu na final da Copa". Segundo Lídio Toledo, Ronaldo teve apenas uma tontura. "Ele passou mal, teve uma tonteira. Agora ele está ótimo, está tudo bem. Foi uma hipostenia",
O atacante Edmundo relembrou o episódio: "O quarto era compartilhado. Doriva e eu (dividíamos). Levantei, olho e vejo o Ronaldo tendo a convulsão. Quando vi o Ronaldo passando mal, saí gritando pelos corredores. Roxo, língua virada, bufando. Quando vem o lanche, antes do jogo, todo mundo sabe que o Ronaldo teve a convulsão, menos ele. Desenrolaram a língua, deram banho e botaram ele para dormir. Ele não estava consciente. Ele senta, todo mundo tenso, ele pega um pedaço de bolo, um suco de laranja, lembro como se fosse hoje. Ele estava no telefone. O Leonardo fala: 'Esse cara não tá bem, ele vai morrer em campo'. Ele estava estranho, era brincalhão, estava alegre e abobado. A comissão técnica diz que ele não vai jogar, que iria para o médico. Convenceram ele de fazer os exames num hospital em Paris. O Zagallo conta que o Amarildo substituiu o Pelé. Hoje recebi carta dizendo que o Edmundo vai decidir o jogo. Fomos para o estádio, que era longe. Chegamos duas horas antes, cada um faz as suas coisas. Tem gente que se troca e aquece, eu gostava de ficar na minha, cada um com seu ritual. O Zagallo 'vamo, vamo', vamo'. Saiu a escalação (com Edmundo de titular). O Ronaldo vem animado, dizendo que iria jogar. Todo mundo fica contente por vê-lo. O Zagallo, o Américo Faria e o Lídio Toledo fazem reunião de 10 minutos e da sala ele vira: 'Edmundo, segura um pouco que o Ronaldo vai jogar'. Vou fazer o quê? Não tive reação, não estava transbordando de energia, todo mundo acatou.".
Segundo o jornalista Jorge Kajuru, Ronaldo tomava Xylocaina, um remédio para para alívio da dor, e o médico da seleção brasileira, Lídio Toledo, que "estava gagá" errou ao dar a aplicação do remédio e foi aí que ele teve convulsão porque é analgésico muito forte e na bula do medicamento consta convulsão como um dos efeitos colaterais.
Na Final da Copa do Mundo FIFA de 1998, Zagallo faria apenas uma substituição no jogo, repetindo Zagallo em 1974, Telê em 1982 e Dunga em 2010 como técnicos eliminados sem queimar todas as substituições permitidas. Michel Platini afirmou que o sorteio foi manipulado para Brasil e França fazerem a final da copa do mundo.

## A Copa

### Campanha
Na estreia o Brasil derrotou a Escócia por 2 a 1. Ambos os gols brasileiros foram marcados de ombro - César Sampaio, aos 4min da primeira etapa, e Boyd, contra, aos 28min da segunda. Os escoceses haviam empatado, com Collins, de pênalti, aos 38min do primeiro tempo. O resultado premiou as alterações táticas executadas pelo técnico Zagallo ao longo da partida. A equipe melhorou no segundo tempo, com Leonardo, no lugar de Giovanni, e Denilson, na vaga de Bebeto. Taffarel disse que as traves do Stade de France estavam fora de medida: "Em todos os estádios do Brasil, o gol tem em torno de sete passos e meio. Aqui, a medida é de oito passos e meio". Zagallo: "Demos espaços para eles fazerem as jogadas diagonais. Aí, a Escócia veio para cima de nós. No segundo tempo, matamos as jogadas deles. Eles só chutaram de longe." Segundo Zagallo, o Brasil poderia ter feito mais dois gols depois do primeiro, e a Escócia jogou da maneira como ele esperava. Citou as jogadas pelo chão em diagonal e especialmente as pelo alto, a maior preocupação nos treinos. "O Brasil matou o jogo aéreo da Escócia", afirmou ele.
No segundo jogo, vitória tranquila de 3 a 0 sobre Marrocos. Durante o jogo Dunga deu uma cabeçada em Bebeto ao reclamar da lentidão do atacante em voltar à defesa em uma cobrança de falta. Zagallo:  "Acho que a seleção jogou muito melhor, comparando com o primeiro jogo, contra a Escócia. Desenvolvemos um futebol vistoso, alegre, eficiente.". O treinador da Noruega, Egil Olsen, que seria o próximo adversário do Brasil, afirmou que não perderia a Copa do Mundo se tivesse os jogadores do Brasil e que "qualquer equipe", jogando dentro de um certo esquema, teria possibilidades de derrotar o Brasil; sugerindo que o Brasil era mal-treinado. 
No terceiro jogo, o Brasil, já classificado, foi derrotado por 2 a 1 para a Noruega, mantendo a escrita de a equipe norueguesa não haver sofrido derrota para o Brasil. Todos os gols saíram no segundo tempo. A derrota não tirou a seleção do primeiro lugar do Grupo A. Segundo o jornalista Matinas Suzuki Jr, a derrota evidenciou a falta de um armador e os perigos das "surtadas" de Júnior Baiano, zagueiro que cometeu o pênalti do gol da vitória norueguesa. Ronaldo criticou: "Preocupa o fato de a bola não chegar com mais rapidez. Eu estou acostumado a jogar de uma maneira na Inter. Na seleção, tem que ser a mesma coisa, eles têm que tocar um pouquinho mais rápido.".
Nas oitavas de final, Brasil 4 a 1 no Chile. Segundo Telê Santana: "a seleção brasileira fez contra o Chile sua melhor partida na Copa. A seleção jogou bem posicionada taticamente, acertando passes e aproveitando as oportunidades que surgiram. Todos os setores da equipe tiveram boa atuação." Para Zagallo, o time esteve nervoso durante os dez primeiros minutos do jogo e acabou envolvido pelo Chile. "Apesar de termos marcado três gols no primeiro tempo, só fiquei satisfeito com o time na segunda etapa. Felizmente conseguimos marcar o primeiro gol, com o César Sampaio, em uma jogada ensaiada, e isso ajudou a deixar os jogadores mais tranquilos." Ao ter o nome anunciado, antes de a partida começar, o treinador foi vaiado pela torcida que lotou o estádio Parc des Princes.  Tostão: "O Brasil fez três gols no primeiro tempo de bolas paradas, aproveitando as chances que teve. Não foi um domínio absoluto. No segundo tempo, apesar de ter feito um gol e sofrido outro, a seleção jogou bem melhor, criou mais oportunidades de gols, principalmente após Denilson entrar na vaga de Bebeto.". 
Nas quartas de final, Brasil 3 a 2 na Dinamarca. Segundo o jornalista Matinas Suzuki Jr: "A seleção brasileira não pode ficar dependendo somente dos lançamentos de Dunga, quando tem a iniciativa do jogo, pois eles ficaram muito previsíveis e fáceis de marcar." Zagallo disse que Brasil e Dinamarca "dignificaram a Copa do Mundo, mostraram como se joga futebol". "Eles e nós poderíamos ter chegado aos 3 a 2, mas fomos nós que chegamos. Foi uma vitória suada, sofrida, de raça, dos dois times. Poderia ter sido empate. Foi um futebol franco, aberto, jogando e deixando jogar. É isso o que dignifica uma Copa do Mundo. Brasil e Dinamarca mostraram como se joga uma Copa.". "Eu voltei, definitivamente." declarou Rivaldo após a partida. Ele afirmou que a performance marcou sua "redenção" com a camisa da seleção brasileira. Rivaldo marcou dois gols na vitória por 3 a 2 do time brasileiro. "Sabia que ia dar a volta por cima na seleção. Eu dei. E vou dar muito mais nos dois últimos jogos da Copa do Mundo". Rivaldo foi responsabilizado pela derrota da seleção olímpica nos Jogos de Atlanta, em 1996, pois na semifinal contra a Nigéria, o atleta errou uma jogada que permitiu ao time africano marcar um de seus gols. A seleção acabou fora da final e terminou com a medalha de bronze.
Antes da semifinal, a equipe já superara o número de gols marcados pelo time de 94 (14 contra 11), mas havia sofrido mais que o dobro de gols (7 gols sofridos contra 3). Segundo Tostão: "Na Copa de 1970, impressionaram-me os treinamentos e conhecimentos de Zagallo. Ele estava muito à frente dos outros técnicos. No Mundial de 1998, assisti, como comentarista, a todos os treinos da seleção, e Zagallo repetia tudo o que tinha feito 28 anos atrás, mesmo diante de outra realidade."
Na semifinal, Brasil 1 a 1 contra a Holanda, com a vitória nos pênaltis. Taffarel se destacou defendendo duas cobranças. O técnico Zagallo disse que o "calor humano e a energia" que passou aos batedores de pênaltis antes das cobranças foram uma mudança em relação ao seu comportamento na final da Copa de 94, nos Estados Unidos. "Fui nos cinco batedores e no Taffarel e passei essa força positiva. Os fluidos positivos na hora dos pênaltis são decisivos. Acariciei cada um e disse: 'Vamos ganhar, vamos ser campeões, nós merecemos'." Cafu, suspenso, foi substituído pelo lateral Zé Carlos. Surpresa na convocação, o lateral do São Paulo fez sua estreia oficial pela seleção naquela partida. Após o jogo, Guus Hiddink declarou que o Brasil foi muito defensivo: "Quando eu era um garoto, o Brasil me fazia sonhar. Agora, tudo é diferente. Mudou a mentalidade, e passou a sacrificar sua arte em busca do resultado. Para os brasileiros, se tornou uma necessidade. Para os amantes do futebol, é uma pena. Hoje em dia, nós, os holandeses, damos mais espetáculo que os brasileiros com o toque de bola. Nós nos arriscamos mais que eles, que ultimamente querem provar que sabem marcar".
Na final da Copa, o Brasil perdeu por 3 a 0 para a anfitriã França, com dois gols de Zinedine Zidane aproveitando erros crassos da defesa brasileira - em especial o segundo, saído de jogada de escanteio nos acréscimos do primeiro tempo. A polêmica foi a convulsão de Ronaldo Nazário, que chegou ao local da partida 50 minutos antes do jogo começar. Foi a pior derrota brasileira em Mundiais até então. A seleção brasileira nunca havia perdido por mais de dois gols de diferença em um jogo de Copa. Com o placar de 0 a 3, o Brasil finalizou suas sete participações na Copa-98 com dez gols sofridos. Desempenho defensivo pior só em 1938, quando a Copa foi igualmente disputada na França, e na qual o Brasil sofreu 10 gols em 5 jogos (média de 2 por jogo, levando-se em conta a maior ofensividade do futebol da época). Zagallo se justificou: "Eu estava torcendo para o primeiro tempo acabar. Hoje tivemos um trauma grande, por causa do Ronaldo. Não era para o Ronaldo ter jogado. Demos a escalação sem ele. Houve grande abatimento psicológico. A equipe estava presa, amarrada. Ronaldo não iria jogar. Demos a escalação sem ele. Depois, ele pediu para jogar. Disse 'eu quero'. Ele estava buscando a artilharia, poderia ter uma luz durante o jogo". Edmundo, que chegou a dar entrevista dizendo que se considerava em melhor forma técnica e física do que o atacante Bebeto, o titular; reclamou: "Bem que eu gostaria de ter jogado um pouco mais. Eu fui bem em todos os treinos, fiz gols, mas joguei pouco". Para Telê Santana: "Nossa defesa falhou muito, mas não foram falhas individuais, foram falhas de posicionamento. Nos dois primeiros gols, que saíram em cobranças de escanteio, a defesa estava mal posicionada". Na Final da Copa do Mundo FIFA de 1998, Zagallo faria apenas duas substituições no jogo, repetindo a si mesmo em 1974, Telê em 1982 e Dunga em 2010 como técnicos eliminados sem queimar todas as substituições permitidas.

### Convocados
| Nº Camisa | Jogador        | Posição          | Data de nascimento      | Clube            |
| --------- | -------------- | ---------------- | ----------------------- | ---------------- |
| 1         | Taffarel       | Goleiro          | 8 de maio de 1966       | Atlético-MG      |
| 2         | Cafu           | Lateral Direito  | 7 de junho de 1970      | Roma             |
| 3         | Aldair         | Zagueiro         | 30 de novembro de 1965  | Roma             |
| 4         | Júnior Baiano  | Zagueiro         | 14 de março de 1970     | Flamengo         |
| 5         | César Sampaio  | Volante          | 31 de março de 1968     | Yokohama Flügels |
| 6         | Roberto Carlos | Lateral Esquerdo | 10 de abril de 1973     | Real Madrid      |
| 7         | Giovanni       | Atacante         | 4 de fevereiro de 1972  | Barcelona        |
| 8         | Dunga          | Volante          | 31 de outubro de 1963   | Jubilo Iwata     |
| 9         | Ronaldo        | Atacante         | 22 de setembro de 1976  | Inter de Milão   |
| 10        | Rivaldo        | Meia             | 19 de Abril de 1972     | Barcelona        |
| 11        | Emerson        | Volante          | 4 de abril de 1976      | Bayer Leverkusen |
| 12        | Carlos Germano | Goleiro          | 14 de agosto de 1970    | Vasco da Gama    |
| 13        | Zé Carlos      | Lateral Direito  | 14 de novembro de 1968  | São Paulo        |
| 14        | Gonçalves      | Zagueiro         | 22 de fevereiro de 1966 | Botafogo         |
| 15        | André Cruz     | Zagueiro         | 20 de setembro de 1968  | Milan            |
| 16        | Zé Roberto     | Lateral Esquerdo | 6 de julho de 1974      | Flamengo         |
| 17        | Doriva         | Volante          | 28 de maio de 1972      | Porto            |
| 18        | Leonardo       | Meia             | 5 de setembro de 1969   | Milan            |
| 19        | Denilson       | Atacante         | 24 de agosto de 1977    | Real Betis       |
| 20        | Bebeto         | Atacante         | 16 de fevereiro de 1964 | Botafogo         |
| 21        | Edmundo        | Atacante         | 2 de abril de 1971      | Fiorentina       |
| 22        | Dida           | Goleiro          | 7 de outubro de 1973    | Cruzeiro         |

### Primeira Fase: Grupo A
| Time     | Pts | J | V | E | D | GF | GC | SG |
| -------- | --- | - | - | - | - | -- | -- | -- |
| Brasil   | 6   | 3 | 2 | 0 | 1 | 6  | 3  | 3  |
| Noruega  | 5   | 3 | 1 | 2 | 0 | 5  | 4  | 1  |
| Marrocos | 4   | 3 | 1 | 1 | 1 | 5  | 5  | 0  |
| Escócia  | 1   | 3 | 0 | 1 | 2 | 2  | 6  | -4 |

## Fase de Grupos

### Brasil vs Escócia
| 10 de Junho 1998 | Brasil                             | 2 – 1  | Escócia            | Stade de France, Saint-Denis                |
| 17:30            | César Sampaio 4' · Boyd 73' (o.g.) | Report | Collins 38' (pen.) | Público: 80 000 Árbitro: José García-Aranda |

| Brasil | Escócia |

| GK             | 1  | Taffarel       |       |     |
| RB             | 2  | Cafu           |       |     |
| CB             | 3  | Aldair         | 45+2' |     |
| CB             | 4  | Júnior Baiano  |       |     |
| LB             | 6  | Roberto Carlos |       |     |
| CM             | 5  | César Sampaio  | 37'   |     |
| CM             | 8  | Dunga (c)      |       |     |
| AM             | 7  | Giovanni       |       | 45' |
| AM             | 10 | Rivaldo        |       |     |
| CF             | 9  | Ronaldo        |       |     |
| CF             | 20 | Bebeto         |       | 70' |
| Substituições: |    |                |       |     |
| MF             | 18 | Leonardo       |       | 45' |
| FW             | 19 | Denílson       |       | 70' |
| Treinador:     |    |                |       |     |
| Mário Zagallo  |    |                |       |     |

| GK             | 1  | Jim Leighton     |     |     |
| RB             | 3  | Tom Boyd         |     |     |
| CB             | 4  | Colin Calderwood |     |     |
| CB             | 5  | Colin Hendry (c) |     |     |
| LB             | 22 | Christian Dailly |     | 85' |
| RM             | 14 | Paul Lambert     |     |     |
| CM             | 8  | Craig Burley     |     |     |
| LM             | 11 | John Collins     |     |     |
| RF             | 7  | Kevin Gallacher  |     |     |
| CF             | 9  | Gordon Durie     |     |     |
| LF             | 10 | Darren Jackson   | 25' | 79' |
| Substituições: |    |                  |     |     |
| MF             | 17 | Billy McKinlay   |     | 79' |
| DF             | 6  | Tosh McKinlay    |     | 85' |
| Treinador:     |    |                  |     |     |
| Craig Brown    |    |                  |     |     |

| Bandeirinhas: Fernando Tresaco Gracia Jorge Luis Arango Quarto árbitro: Gamal Al-Ghandour |

### Brasil vs Marrocos
| 16 de Junho de 1998 | Brasil                                  | 3 – 0  | Marrocos | Stade de la Beaujoire, Nantes             |
| 21:00               | Ronaldo 9' · Rivaldo 45+2' · Bebeto 50' | Report |          | Público: 35 500 Árbitro: Nikolai Levnikov |

| Brasil | Marrocos |

| GO             | 1  | Taffarel       |     |     |
| LD             | 2  | Cafu           |     |     |
| ZA             | 3  | Aldair         |     |     |
| ZA             | 4  | Júnior Baiano  | 87' |     |
| VO             | 5  | César Sampaio  | 36' | 68' |
| LE             | 6  | Roberto Carlos |     |     |
| VO             | 8  | Dunga (c)      |     |     |
| AT             | 9  | Ronaldo        |     |     |
| MC             | 10 | Rivaldo        |     | 87' |
| MC             | 18 | Leonardo       |     |     |
| AT             | 20 | Bebeto         |     | 72' |
| Substituições: |    |                |     |     |
| VO             | 17 | Doriva         |     | 68' |
| AT             | 21 | Edmundo        |     | 72' |
| MC             | 19 | Denílson       |     | 87' |
| Treinador:     |    |                |     |     |
| Mário Zagallo  |    |                |     |     |

| GK             | 12 | Driss Benzekri        |     |     |
| DF             | 2  | Abdelilah Saber       |     | 76' |
| DF             | 3  | Abdelkrim El Hadrioui |     |     |
| DF             | 4  | Youssef Rossi         |     |     |
| DF             | 6  | Noureddine Naybet (c) |     |     |
| MF             | 7  | Mustapha Hadji        |     |     |
| MF             | 8  | Said Chiba            | 64' | 76' |
| FW             | 9  | Abdeljalil Hadda      | 32' | 88' |
| FW             | 14 | Salaheddine Bassir    |     |     |
| MF             | 18 | Youssef Chippo        |     |     |
| DF             | 20 | Tahar El Khalej       |     |     |
| Substituições: |    |                       |     |     |
| DF             | 15 | Lahcen Abrami         |     | 76' |
| MF             | 17 | Gharib Amzine         |     | 76' |
| MF             | 11 | Ali El Khattabi       |     | 88' |
| Treinador:     |    |                       |     |     |
| Henri Michel   |    |                       |     |     |

| Bandeirinhas: Yuri Dupanov Mark Warren Quarto árbitro: Paul Durkin |

### Brasil vs Noruega
| 23 de Junho de 1998 | Brasil     | 1 – 2  | Noruega                           | Stade Vélodrome, Marseille                   |
| 21:00               | Bebeto 78' | Report | T. A. Flo 83' · Rekdal 88' (pen.) | Público: 55 000 Árbitro: Esfandiar Baharmast |

| Brasil | Noruega |

| GK            | 1  | Taffarel       |
| DF            | 2  | Cafu           |
| DF            | 4  | Júnior Baiano  |
| DF            | 6  | Roberto Carlos |
| MF            | 8  | Dunga (c)      |
| FW            | 9  | Ronaldo        |
| MF            | 10 | Rivaldo        |
| DF            | 14 | Gonçalves      |
| MF            | 18 | Leonardo       |
| FW            | 19 | Denílson       |
| FW            | 20 | Bebeto         |
| Treinador:    |    |                |
| Mário Zagallo |    |                |

| GK             | 1  | Frode Grodås (c)    |     |     |
| DF             | 3  | Ronny Johnsen       |     |     |
| DF             | 4  | Henning Berg        |     |     |
| DF             | 5  | Stig Inge Bjørnebye |     |     |
| MF             | 8  | Øyvind Leonhardsen  | 54' |     |
| FW             | 9  | Tore André Flo      |     |     |
| MF             | 10 | Kjetil Rekdal       |     |     |
| DF             | 15 | Dan Eggen           |     |     |
| FW             | 17 | Håvard Flo          |     | 68' |
| MF             | 21 | Vidar Riseth        |     | 79' |
| MF             | 22 | Roar Strand         |     | 45' |
| Substituições: |    |                     |     |     |
| MF             | 7  | Erik Mykland        | 59' | 45' |
| FW             | 20 | Ole Gunnar Solskjær |     | 68' |
| MF             | 16 | Jostein Flo         |     | 79' |
| Treinador:     |    |                     |     |     |
| Egil Olsen     |    |                     |     |     |

| Bandeirinhas: Gennaro Mazzei Dramane Danté Quarto árbitro: Arturo Brizio Carter |

## Oitavas de Final

### Brasil vs Chile
| 27 de Junho de 1998 | Brasil                                             | 4–1    | Chile     |                                     |
| 21:00               | César Sampaio 11', 27' · Ronaldo 45+1' (pen.), 70' | Report | Salas 68' | Público: 45 500 Árbitro: Marc Batta |

| Brasil | Chile |

| GK             | 1  | Taffarel       |       |     |
| RB             | 2  | Cafu           | 90+1' |     |
| CB             | 3  | Aldair         |       | 77' |
| CB             | 4  | Júnior Baiano  |       |     |
| LB             | 6  | Roberto Carlos |       |     |
| CM             | 5  | César Sampaio  |       |     |
| CM             | 8  | Dunga (c)      |       |     |
| AM             | 10 | Rivaldo        |       |     |
| AM             | 18 | Leonardo       | 45'   |     |
| CF             | 20 | Bebeto         |       | 65' |
| CF             | 9  | Ronaldo        |       |     |
| Substituições: |    |                |       |     |
| FW             | 19 | Denílson       |       | 65' |
| MF             | 14 | Gonçalves      |       | 77' |
| Treinador:     |    |                |       |     |
| Mário Zagallo  |    |                |       |     |

| GK             | 1  | Nelson Tapia      | 45' |     |
| CB             | 6  | Pedro Reyes       |     |     |
| CB             | 3  | Ronald Fuentes    | 34' |     |
| CB             | 5  | Javier Margas     |     |     |
| RWB            | 19 | Fernando Cornejo  |     |     |
| LWB            | 16 | Mauricio Aros     |     |     |
| CM             | 8  | Clarence Acuña    |     | 80' |
| CM             | 14 | Miguel Ramírez    |     | 45' |
| AM             | 10 | José Luis Sierra  |     | 45' |
| CF             | 11 | Marcelo Salas     |     |     |
| CF             | 9  | Iván Zamorano (c) |     |     |
| Substituições: |    |                   |     |     |
| MF             | 17 | Marcelo Vega      |     | 45' |
| MF             | 20 | Fabián Estay      |     | 45' |
| MF             | 18 | Luis Musrri       |     | 80' |
| Treinador:     |    |                   |     |     |
| Nelson Acosta  |    |                   |     |     |

| Bandeirinhas: Jacques Poudevigne Owen Powell Quarto árbitro: Pirom Anprasert |

## Quartas de Final

### Brasil vs Dinamarca
| 3 de Julho de 1998 | Brasil                        | 3–2    | Dinamarca                     | Stade de la Beaujoire                      |
| 21:00              | Bebeto 10' · Rivaldo 25', 59' | Report | Jørgensen 2' · B. Laudrup 50' | Público: 35 500 Árbitro: Gamal Al-Ghandour |

| Brasil | Dinamarca |

| GK             | 1  | Taffarel       |     |     |
| RB             | 2  | Cafu           | 81' |     |
| CB             | 3  | Aldair         | 37' |     |
| CB             | 4  | Júnior Baiano  |     |     |
| LB             | 6  | Roberto Carlos | 11' |     |
| CM             | 5  | César Sampaio  |     |     |
| CM             | 8  | Dunga (c)      |     |     |
| AM             | 10 | Rivaldo        |     | 87' |
| AM             | 18 | Leonardo       |     | 71' |
| CF             | 20 | Bebeto         |     | 64' |
| CF             | 9  | Ronaldo        |     |     |
| Substituições: |    |                |     |     |
| FW             | 19 | Denílson       |     | 64' |
| MF             | 11 | Emerson        |     | 71' |
| MF             | 16 | Zé Roberto     |     | 87' |
| Treinador:     |    |                |     |     |
| Mário Zagallo  |    |                |     |     |

| GK             | 1  | Peter Schmeichel    |     |     |
| RB             | 12 | Søren Colding       | 39' |     |
| CB             | 3  | Marc Rieper         |     |     |
| CB             | 4  | Jes Høgh            |     |     |
| LB             | 5  | Jan Heintze         |     |     |
| CM             | 6  | Thomas Helveg       | 19' | 87' |
| CM             | 7  | Allan Nielsen       |     | 46' |
| RW             | 21 | Martin Jørgensen    |     |     |
| LW             | 10 | Michael Laudrup (c) |     |     |
| SS             | 11 | Brian Laudrup       |     |     |
| CF             | 18 | Peter Møller        |     | 66' |
| Substituições: |    |                     |     |     |
| MF             | 15 | Stig Tøfting        | 72' | 46' |
| FW             | 19 | Ebbe Sand           |     | 66' |
| DF             | 2  | Michael Schjønberg  |     | 87' |
| Treinador:     |    |                     |     |     |
| Bo Johansson   |    |                     |     |     |

| Bandeirinhas: Mohamed Mansri Dramane Danté Quarto árbitro: Ali Bujsaim |

## Semifinal

### Brasil vs Holanda
| 7 de Julho de 1998 | Brasil      | 1–1    | Países Baixos | Stade Vélodrome, Marseille |
| 21:00              | Ronaldo 46' | Report | Kluivert 87'  | Público: 54,00             |

Árbitro Ali Bujsaim (EAU)
| Brasil | Holanda |

| GK             | 1  | Taffarel       |     |     |
| RB             | 13 | Zé Carlos      | 31' |     |
| CB             | 3  | Aldair         |     |     |
| CB             | 4  | Júnior Baiano  |     |     |
| LB             | 6  | Roberto Carlos |     |     |
| CM             | 5  | César Sampaio  | 45' |     |
| CM             | 8  | Dunga (c)      |     |     |
| AM             | 10 | Rivaldo        |     |     |
| AM             | 18 | Leonardo       |     | 85' |
| CF             | 20 | Bebeto         |     | 70' |
| CF             | 9  | Ronaldo        |     |     |
| Substituições: |    |                |     |     |
| FW             | 19 | Denílson       |     | 70' |
| MF             | 11 | Emerson        |     | 85' |
| Treinador:     |    |                |     |     |
| Mário Zagallo  |    |                |     |     |

| GK             | 1  | Edwin van der Sar    |      |      |
| RB             | 2  | Michael Reiziger     | 48'  | 56'  |
| CB             | 3  | Jaap Stam            |      |      |
| CB             | 4  | Frank de Boer (c)    |      |      |
| LB             | 11 | Philip Cocu          |      |      |
| CM             | 6  | Wim Jonk             |      | 111' |
| CM             | 16 | Edgar Davids         | 60'  |      |
| RW             | 7  | Ronald de Boer       |      |      |
| LW             | 12 | Boudewijn Zenden     |      | 75'  |
| SS             | 8  | Dennis Bergkamp      |      |      |
| CF             | 9  | Patrick Kluivert     |      |      |
| Substituições: |    |                      |      |      |
| MF             | 20 | Aron Winter          |      | 56'  |
| FW             | 17 | Pierre van Hooijdonk | 90'  | 75'  |
| MF             | 10 | Clarence Seedorf     | 119' | 111' |
| Treinador:     |    |                      |      |      |
| Guus Hiddink   |    |                      |      |      |

| Bandeirinhas: Hussain Ghadanfari Mohamed Al Musawi Quarto árbitro: Rahman Al Zaid |

## Final
| 12 de julho de 1998 | Brasil | 0 – 3     | França                          | Stade de France, Saint-Denis          |
| 21:00 Histórico     |        | Relatório | Zidane 27', 45+1' · Petit 90+3' | Público: 75 000 Árbitro: Said Belqola |

| Brasil | França |

|                |    |                |     |     |
|                |    |                |     |     |
| G              | 1  | Taffarel       |     |     |
| LD             | 2  | Cafu           |     |     |
| Z              | 3  | Aldair         |     |     |
| Z              | 4  | Júnior Baiano  | 33' |     |
| LE             | 6  | Roberto Carlos |     |     |
| V              | 5  | César Sampaio  |     | 75' |
| V              | 8  | Dunga          |     |     |
| M              | 18 | Leonardo       |     | 45' |
| M              | 10 | Rivaldo        |     |     |
| A              | 20 | Bebeto         |     |     |
| A              | 9  | Ronaldo        |     |     |
| Substituições: |    |                |     |     |
| M              | 19 | Denílson       |     | 45' |
| A              | 21 | Edmundo        |     | 75' |
| Treinador:     |    |                |     |     |
| Mário Zagallo  |    |                |     |     |

|                |    |                    |          |     |
|                |    |                    |          |     |
| G              | 16 | Fabien Barthez     |          |     |
| LD             | 15 | Lilian Thuram      |          |     |
| Z              | 8  | Marcel Desailly    | 48', 68' |     |
| Z              | 18 | Frank Leboeuf      |          |     |
| LE             | 3  | Bixente Lizarazu   |          |     |
| V              | 7  | Didier Deschamps   | 39'      |     |
| MD             | 17 | Emmanuel Petit     |          |     |
| M              | 19 | Christian Karembeu | 56'      | 57' |
| ME             | 10 | Zinedine Zidane    |          |     |
| M              | 6  | Youri Djorkaeff    |          | 75' |
| A              | 9  | Stéphane Guivarc'h |          | 66' |
| Substituições: |    |                    |          |     |
| M              | 4  | Patrick Vieira     |          | 75' |
| M              | 14 | Alain Boghossian   |          | 57' |
| A              | 21 | Christophe Dugarry |          | 66' |
| Treinador:     |    |                    |          |     |
| Aimé Jacquet   |    |                    |          |     |

| Homem da partida - Zinedine Zidane |